# 泡桐科
泡桐科（学名：Paulowniaceae）是真双子叶植物唇形目的一科，包含4个属，主要分布于东亚及东南亚。

## 分类
本科包含的4个属如下：
- 来江藤属 Brandisia
- 泡桐属 Paulownia
- 秀英桐属 Shiuyinghua
- 美丽桐属 Wightia

## 系統發育
泡桐科是列當科的姊妹群，列當科是一個主要以寄生植物所構成的科，其中以鐘萼草屬、地黃屬和崖白菜屬這三個非寄生植物的屬與泡桐科最為接近。列當科－泡桐科分支的姊妹群為透骨草科。
截至2017年8月，全球植物名錄共承認了本科下的四個屬。然而，其中僅有泡桐屬是受到廣泛認可屬於本科。